# 스웨덴의 지방

스웨덴의 지방

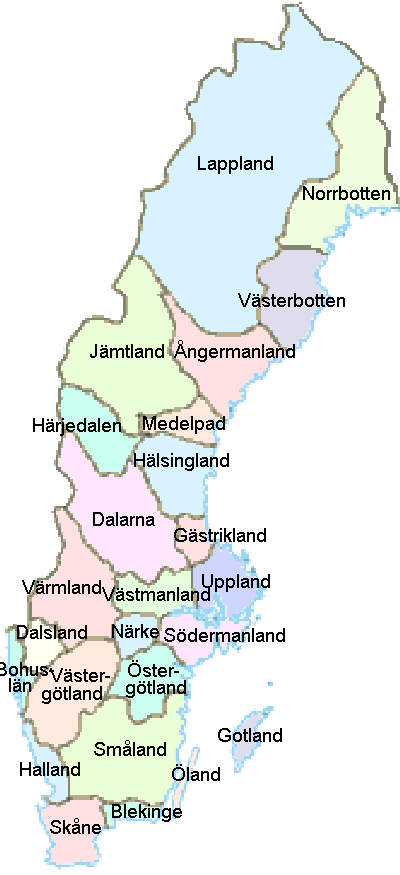
스웨덴의 지방 경계

스웨덴의 지방(스웨덴어: landskap 란스카프[*])은 스웨덴의 역사적, 지리적, 문화적 지역 구분이다. 스웨덴은 25개 지방으로 구성되어 있지만 이들 지방은 공식적인 행정 구역 단위는 아니며 행정 기능 또한 갖고 있지 않다.

## 지방 목록

### 노를란드
- 예스트리클란드 (Gästrikland)
- 헬싱글란드 (Hälsingland)
- 헤리에달렌 (Härjedalen)
- 옘틀란드 (Jämtland)
- 라플란드 (Lappland)
- 메델파드 (Medelpad)
- 노르보텐 (Norrbotten)
- 베스테르보텐 (Västerbotten)
- 옹에르만란드 (Ångermanland)

### 스베알란드
- 달라르나 (Dalarna)
- 우플란드 (Uppland)
- 네르케 (Närke)
- 쇠데르만란드 (Södermanland)
- 베름란드 (Värmland)
- 베스트만란드 (Västmanland)

### 예탈란드
- 블레킹에 (Blekinge)
- 보후슬렌 (Bohuslän)
- 달슬란드 (Dalsland)
- 고틀란드 (Gotland)
- 할란드 (Halland)
- 스코네 (Skåne)
- 스몰란드 (Småland)
- 베스테르예틀란드 (Västergötland)
- 욀란드 (Öland)
- 외스테르예틀란드 (Östergötland)

## 같이 보기
- 스웨덴의 행정 구역
- 스웨덴의 주
- 스웨덴의 지역